# La Justice des druides
 (février 2014).
Si vous disposez d'ouvrages ou d'articles de référence ou si vous connaissez des sites web de qualité traitant du thème abordé ici, merci de compléter l'article en donnant les références utiles à sa vérifiabilité et en les liant à la section « Notes et références ».
La Justice des druides est le troisième tome de la trilogie: Le cycle des druides de la collection Seyrawyn. Il est écrit par Martial Grisé en collaboration avec l'artiste Maryse Pepin et a paru en 2013 aux Éditions McGray,,.

## Résumé
Sur l’île perdue d’Arisan, la guerre entre les gardiens de Lönnar qui protègent «La Source» et le peuple des Géants de pierre sous le règne du roi Arakher arrive à son apogée.     Le premier Vizir du roi, Dihur, Grand Druide des Quatre Éléments devient de plus en plus puissant à travers la force du feu.  Sa soif de vengeance est à son extrême et rien ne l'arrête. Pour s'approprier  l'énergie que procure «La Source», il entraîne dans sa déchéance ses partenaires naïfs grâce à diverses  manipulations mensongères.  
La quête de Miriel,  fille du Grand Druide Arminas, et ses compagnons se poursuit sur les mystérieuses Terre d'Arisan.  Ils rencontrent  divers peuples et créatures inconnus jusqu'alors.  De plus, Ajawak, fils de Arakher, devenu fou, poursuit le groupe sans répit avec l'aide de Salxornot, lui-même descendant de noble lignée et capitaine de l'armée du roi de pierre.  La prophétie devra s'accomplir afin de sauver «La Source» des forces du mal.

## Description de la page couverture
Nous retrouvons Dihur, Grand Druide de l'Ordre des Quatre Éléments dans son abrasion face au pouvoir du feu ; en arrière-plan, les trois dragons rouges.